# Piórnik

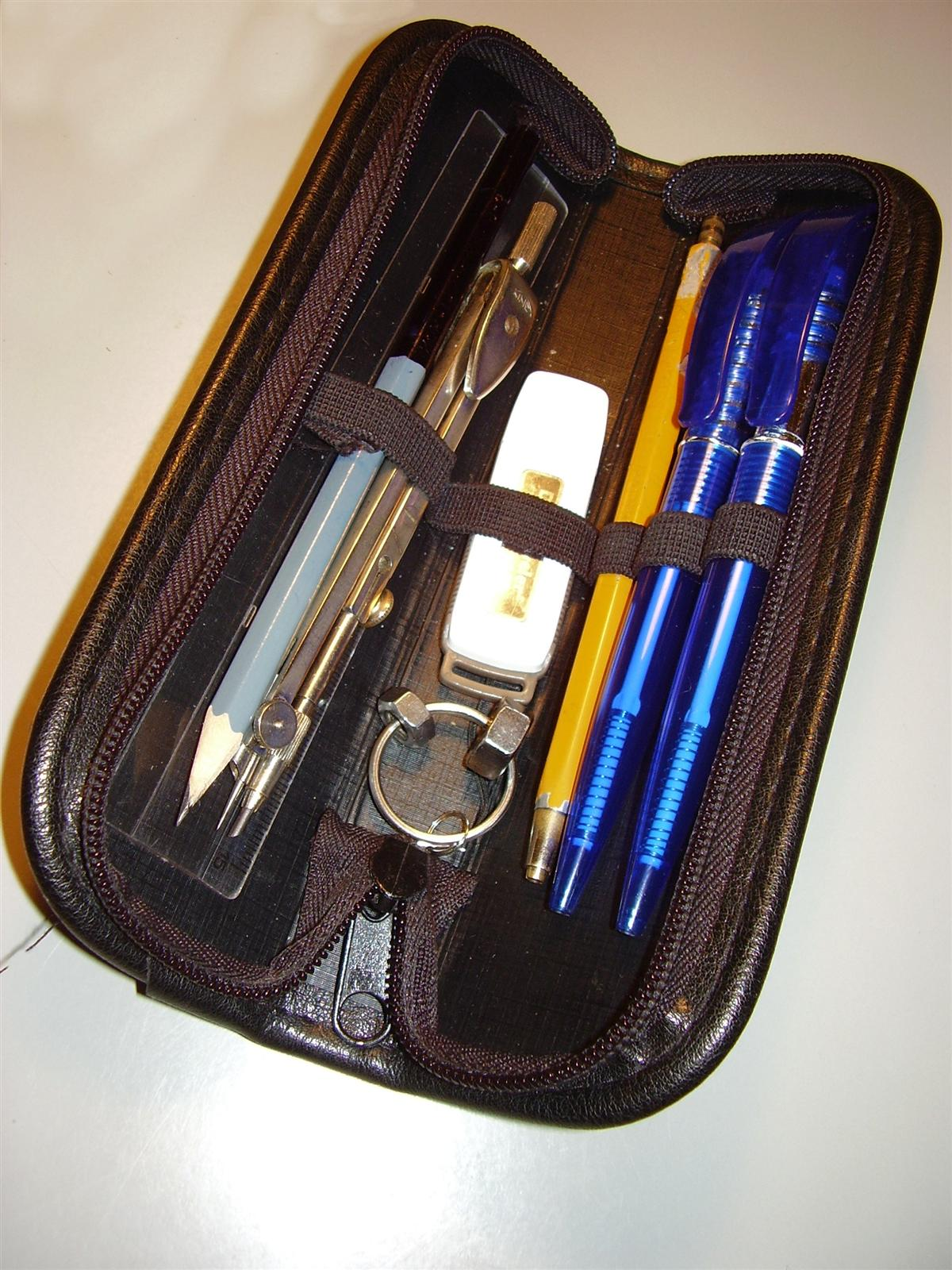
Typowy piórnik

Piórnik – pudełko lub etui przeznaczone do przechowywania materiałów piśmienniczych oraz innych małych przedmiotów przydatnych podczas zajęć. Piórniki zwykle zrobione są z materiału, plastiku, skóry lub metalu. Dawniej piórniki wykonywano z drewna. Większość posiada zamek błyskawiczny.